# Кадыргалиев, Леонид Иванович
Леонид Иванович Кадыргалеев (настоящее имя — Хикматулла Хисматович Кадыргалеев; 6 ноября 1925, Кунашакский район — 12 июля 1985, Челябинск) — старший сержант Рабоче-крестьянской Красной Армии, участник Великой Отечественной войны, Герой Советского Союза (1944).

## Биография
Хикматулла Кадыргалиев родился 6 ноября 1925 года в деревне Надырово (ныне — Кунашакский район Челябинской области). По национальности татарин. Получил неполное среднее образование, после чего работал токарем на Челябинском весовом ремонтном заводе. В январе 1943 года Кадыргалиев был призван на службу в Рабоче-крестьянскую Красную Армию. С февраля 1944 года — на фронтах Великой Отечественной войны, командовал отделением моторизованного батальона автоматчиков 107-й танковой бригады 16-го танкового корпуса 2-й танковой армии 2-го Украинского фронта. Отличился во время освобождения Черкасской области Украинской ССР.
6 марта 1944 года отделение Кадыргалиева успешно переправилось через реку Горный Тикич в районе села Буки Маньковского района и выбило противника из занимаемой им траншеи. В бою Кадыргалиев лично уничтожил немецкий пулемётный расчёт. Преследуя отходящего противника, он уничтожил немецкую автомашину вместе с находящимся в ней полковым знаменем противника.
Указом Президиума Верховного Совета СССР от 13 сентября 1944 года за «образцовое выполнение боевых заданий командования на фронте борьбы с немецкими захватчиками и проявленные при этом мужество и героизм» младший сержант Леонид Кадыргалиев был удостоен высокого звания Героя Советского Союза с вручением ордена Ленина и медали «Золотая Звезда» за номером 5104.
После окончания войны Кадыргалиев в звании старшего сержанта был демобилизован. Проживал в Челябинске, работал слесарем вагонного депо станции «Челябинск-Сортировочная». Умер 12 июля 1985 года, похоронен на Градском кладбище Челябинска.
Был также награждён орденами Отечественной войны 1-й степени и Красной Звезды, рядом медалей.